# Carretera Estatal de Idaho 51
La Carretera Estatal de Idaho 51, y abreviada SH 51 (en inglés: Idaho State Highway 51) es una carretera estatal estadounidense ubicada en el estado de Idaho. La carretera inicia en el sur desde la SR 225     en Owyhee hacia el norte en la I 84     en Mountain Home. La carretera tiene una longitud de 148,7 km (92.384 mi).

## Mantenimiento
Al igual que las autopistas interestatales, y las rutas federales y el resto de carreteras estatales, la Carretera Estatal de Idaho 51 es administrada y mantenida por el Departamento de Transporte de Idaho por sus siglas en inglés ITD.